# Buunderkamp
Buunderkamp is een buurtschap in de gemeente Renkum. De buurtschap bestaat anno 2015 nog slechts uit enkele woningen en een hotel.

## Geschiedenis
In 1884 werd geïsoleerd in het bos boerderij de Buunderkamp en villa de Buunder gebouwd. De boerderij werd door de heer Heldring als proefboerderij ingericht voor melkveehouderij met kaasmakerij. Het was een mislukking en de boerderij werd grotendeels afgebroken. Het landhuis werd in 1896 verbouwd tot pension. In 1903 is het een rust- en herstellingsoord en in 1904 volgde verhuurd aan Geertruida Carelsen ten behoeve van een opleidingsschool voor tuinbouw voor dames en meisjes. In 1908 werd landgoed de Buunderkamp aangekocht door baron van Lijnden uit Den Haag.
In 1911 werd stopplaats Buunderkamp ingericht, waardoor de locatie per trein bereikbaar werd. Wellicht dat mede hierdoor welgestelde families vakantiewoningen lieten bouwen op en rondom de Buunderkamp. De stopplaats werd in 1938 buiten gebruik genomen. 
De Slag om Arnhem in 1944 had veel verwoesting van gebouwen tot gevolg. Een aantal woningen en het landhuis is niet herbouwd. Er staat nog wel een hotel dat sinds 1976 wordt geëxploiteerd door de Bilderberggroep.